# Motihari
Motihari (hindî : मोतिहारी) est une ville de l'État du Bihar en Inde.

## Personnalités liées à la ville

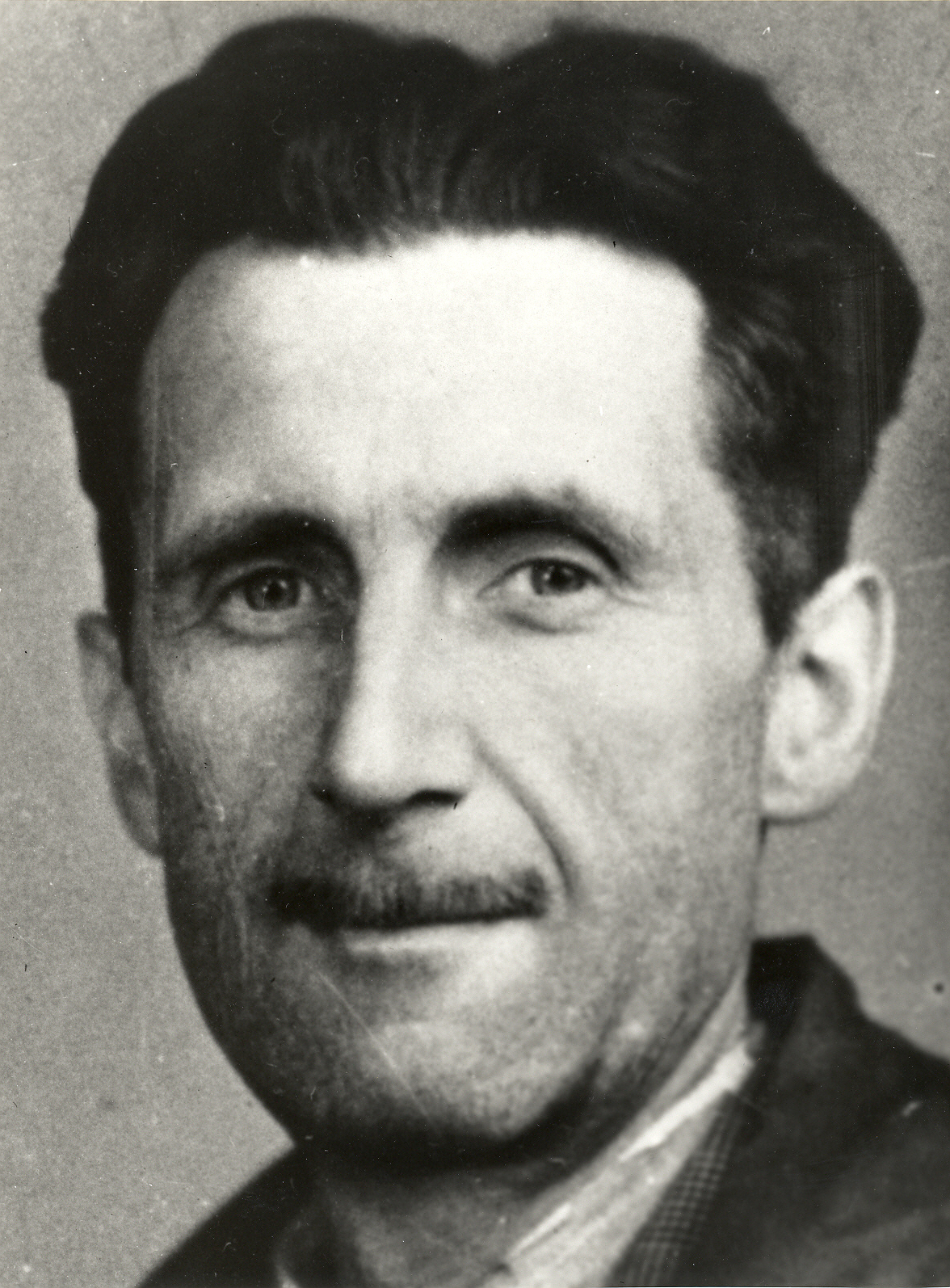
George Orwell en 1933.

- George Orwell un écrivain anglais, est né à Motihari le 25 juin 1903. Son père était un fonctionnaire de l'administration des Indes, chargé de la régie de l'opium.
- Ravish Kumar, journaliste né à Motihari.
- Anant Kumar (1969-), écrivain allemand d’origine indienne, né à Motihari.
- Noel Irwin, né à Motihari. lieutenant général.